# Kenneth Alwyne Pounds
Kenneth Alwyne »Ken« Pounds, CBE, FRS, angleški fizik, * 17. november 1934, Bradford, grofija Yorkshire, Anglija.
Pounds je bil med letoma 1990 in 1992 predsednik Kraljeve astronomske družbe.